# Psaenythia hortulana
Psaenythia hortulana är en biart som beskrevs av Holmberg 1921. Psaenythia hortulana ingår i släktet Psaenythia och familjen grävbin. Inga underarter finns listade i Catalogue of Life.